# Hercostomus neocryptus
Hercostomus neocryptus is een vliegensoort uit de familie van de slankpootvliegen (Dolichopodidae). De wetenschappelijke naam van de soort is voor het eerst geldig gepubliceerd in 1941 door Harmston and Knowlton.